# Strzeszkowice Duże-Kolonia
Strzeszkowice Duże-Kolonia – część wsi Strzeszkowice Duże, położonej w Polsce, w województwie lubelskim, w powiecie lubelskim, w gminie Niedrzwica Duża
W latach 1975–1998 miejscowość należała do województwa lubelskiego.